# إريك أرندت (مترجم)
إريك أرندت (بالألمانية: Erich Arendt) (و. 1903 – 1984 م) هو مترجم، وكاتب ألماني، ولد في نويروبين، توفي عن عمر يناهز 81 عاماً.

## الخدمة العسكرية
خدم في الألوية الدولية.

## جوائز
حصل على جوائز منها:
- وسام نجمة صداقة الشعوب لألمانيا الشرقية [الإنجليزية]‏ (1983)
- الجائزة الوطنية لجمهورية ألمانيا الديمقراطية
- وسام الاستحقاق الوطني الفضي
- Johannes-R.-Becher-Medaille [الإنجليزية]‏

## روابط خارجية
- إريك أرندت على موقع مونزينجر (الألمانية)